# Рачевски, Зина
Зина Рачевски (англ. Zina Rachevsky), Зинаида Владимировна Рашевская (1930—1973) — американо-французская светская львица русского происхождения, снимавшаяся в кино, но в итоге ставшая буддийской монахиней. Племянница великого князя Бориса Владимировича (через его брак).

## Биография
Зина родилась в семье русского эмигранта Владимира Рашевского (1892—1967, сына русского офицера инженерных войск полковника Сергея Рашевского, погибшего под Порт-Артуром в 1904 году). Она была названа в честь тётки Зинаиды Сергеевны Рашевской — в эмиграции жены великого князя Бориса Владимировича. Её матерью была Харриет Штраус Рачевски (Harriet Straus Rachevsky), дочь американского миллионера еврейского происхождения Саймона У. Штрауса (Simon W. Strauss). Ребенок родился в нью-йоркском отеле «Амбассадор», сеть которого принадлежала SW Straus & Co. Провела детские годы во Франции, в годы войны и позже (1939—1947) жила в США, окончила курс драматического искусства в Голливуде, работала в театре..
4 ноября 1948 года вышла замуж за графа Бернарда д’Аркура (Bernard d’Harcourt, Comte de Harcourt; 1925—1958), с которым развелась 13 июля 1950 года. (Её двоюродная сестра Наталья Фёдоровна Колчина, дочь советской актрисы Натальи Рашевской и воспитанница великого князя Бориса, ранее вышла за замуж барона Гаэтана де Роне).
Выступала как танцовщица и певица в кабаре, гастролировала с исполнением песен и стихов, в 1949 дебютировала в кино в фильме «Maya» Р. Бернара. В апреле 1952 года парижская пресса связывает её имя с Марлоном Брандо. В 1952 году она снялась в эпизоде в фильме «Веселая вдова» с Ланой Тёрнер. В 1950-е она снимается в ряде фильмов в второстепенных ролях. Употребляет титул «принцесса» (намекая на своё родство с Романовым — через тётку Зинаиду). Светские репортеры пишут о ней как о «playgirl» — женском аналоге плейбоя.

«Пышногрудая Зина Рачевски, интернациональная гламурная дама de luxe (которая возводит свою родословную к царям, но кто так не делает?) наконец нашла своё призвание в итальянском кино, где то, что у нас считается тяжеловесностью, превращает её в грудастую, эффектную сирену» (Уолтер Уинчелл, 1953).

В 1953 году ходят слухи о её свадьбе с принцем и кинорежиссером Марио Русполи. В 1955 году журнал «Конфиденшл» обвиняет Берта Ланкастера в физическом насилии над рядом женщин, включая Зину. В 1956 году её имя связывают с миллионером и изобретателем Шерманом Фэёрчайлом, тогда же она перестает быть «богатой наследницей» — семья Штраусов сокращает её содержание, видимо в связи со скандалом; «Конфиденшл» пишет о её связи с одним из Вандербильтов. На следующий год в её квартире в Гринвич-Вилладж находят наркотики. Дружила с Тимоти Лири — пионером ЛСД.
От режиссёра Конрада Рукса она рождает сына Алекса, который также будет работать в кинобизнесе. В 1966 году рождается её дочь Рея, фотограф.
В эти годы она начинает увлекаться нью-эйджем и считает себя реинкарнацией мадам Блаватской. В 1967 году она уезжает в Индию, прочитав книгу Анагарики Говинды «Путь белых облаков». В конце концов она становится монахиней. Зина стала первым «европейским» учеником Ламы Еше и Ламы Сопы Ринпоче: «они встретили своего первого западного ученика в Дарджилинге в 1965 году, когда Ринпоче выздоравливал от туберкулеза. Американская гражданка, Зина Рачевски (…) начала получать наставления от ламы Еше, а Ринпоче переводил их для неё на английский, который он недавно выучил. Позднее оба ламы обучали западных учеников исключительно на английском. В 1968 году вместе с Зиной, теперь уже посвященной в монахини, они переехали в Непал». Она получила имя Тубтен Джангчуб Палмо.
Вместе с ними она основала «Непальский гомпа-центр Махаяны» при монастыре Копан, давший начало международному Фонду поддержания махаянской традиции. Умерла в монастыре.

«Как говорит Ринпоче, её смерть сопровождалась множеством знаков, указывающих на то, что она достигла духовных свершений» (Лама Сопа. «Вкус Дхармы»)

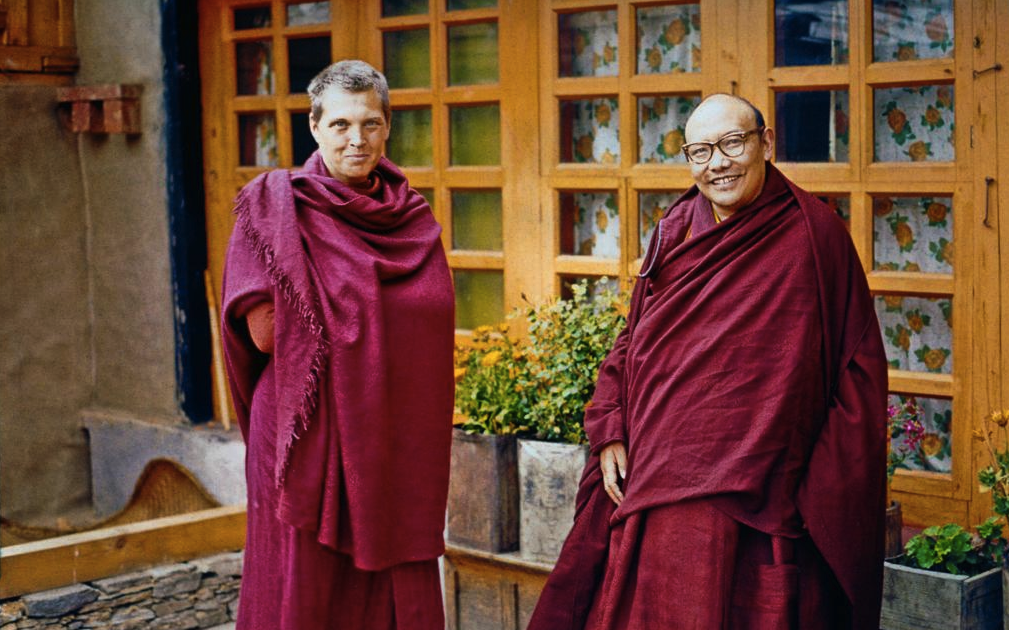
Зина Рачевский и Трульшик Ринпоче (Жорж Луно)

## В культуре
Патрик Модиано был знаком с ней и назвал дочь в её честь (как он пишет в романе «Семейная хроника»), упоминает её в книге «Смягчение приговора» и других произведениях, также использует образы её родителей в ряде книг. Более подробно об этом написано в биографии писателя «Dans la peau de Patrick Modiano» (2010), написанной Дени Коснаром (Denis Cosnard).
Американский поэт Чарльз Генри Форд посвящает ей стихотворение «Enshrined». Битник Грегори Корсо упоминает её в своих письмах. Поэт Гарольд Норс посвящает ей посмертное «To Princess Zinaide Rachevsky, in memoriam». Алан Ансен посвятил ей стихи «For Zenaide Rachevsky».
Она стала прототипом главной героини, актрисы-монахини Анны в романе «Bird» писательницы Софи Каннингэм.
Арно Дотезак (Arnaud Dotézac), потомок её кузины Наташи Колчиной, выпустил книгу «Les Lamas se cachent pour renaître», которая посвящена теме буддизма, а также тому, как его первый ребенок оказался тулку Зины Рачевски.